# Barmedman

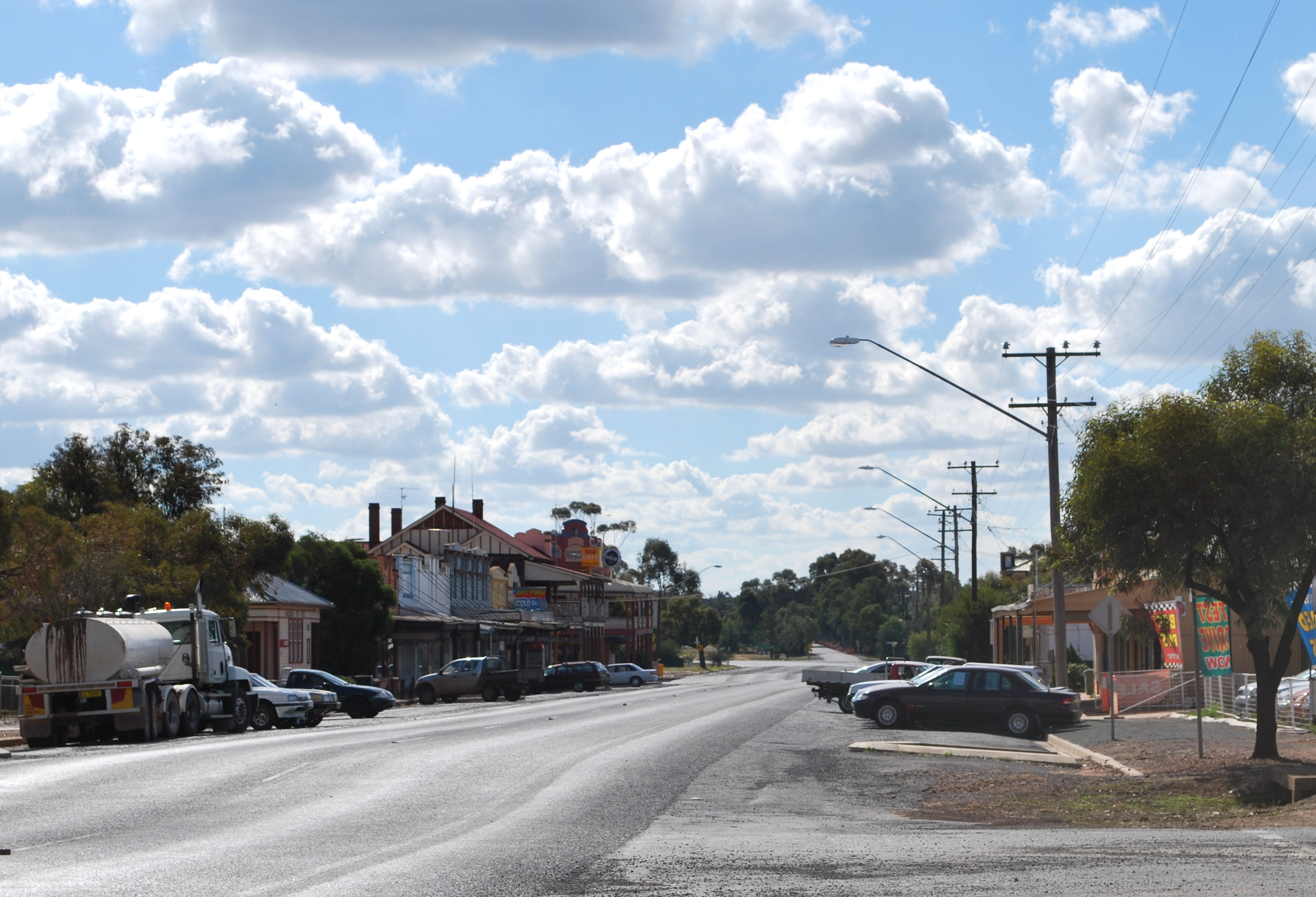
Rua principal de Barmedman

Barmedman é uma cidade rural australiana localizada no condado de Bland, do estado da Nova Gales do Sul. A sua população, segundo o censo de 2011, era de 212 habitantes.